# 私も「I LOVE YOU」
「私も「I LOVE YOU」」（わたしも アイ ラブ ユー）は、ココナッツ娘。の4thシングル。2000年7月26日にSME Recordsから発売された。

## 概要
ハウス食品「オーザック」CMソング、テレビ東京系「アイドルをさがせ!」オープニングテーマ。
デビューから本作までのシングルはSME Recordsレーベルよりリリースされたが、現在生産中止となっている。ソニー・ミュージックによる音楽配信では購入可能である。

## 収録曲
全作詞・作曲：つんく
1. 私も「I LOVE YOU」
編曲：河野伸
2. 私も「I LOVE YOU」 (SAMBA DE CoCo Remix)
リミックス：山尾正人
3. 私も「I LOVE YOU」 (Backing Track)

## 参加ミュージシャン
私も「I LOVE YOU」
- プログラミング：河野伸
- ギター：伊丹雅博
- サックス&クラリネット：山本拓夫
- トランペット：荒木敏男
- トロンボーン：村田陽一
- コーラス：BRENDA VAUGHN・ROBBIE DANZIE

私も「I LOVE YOU」 (SAMBA DE CoCo Remix)
- アディショナルプログラミング：橋本慎